# 荣国府

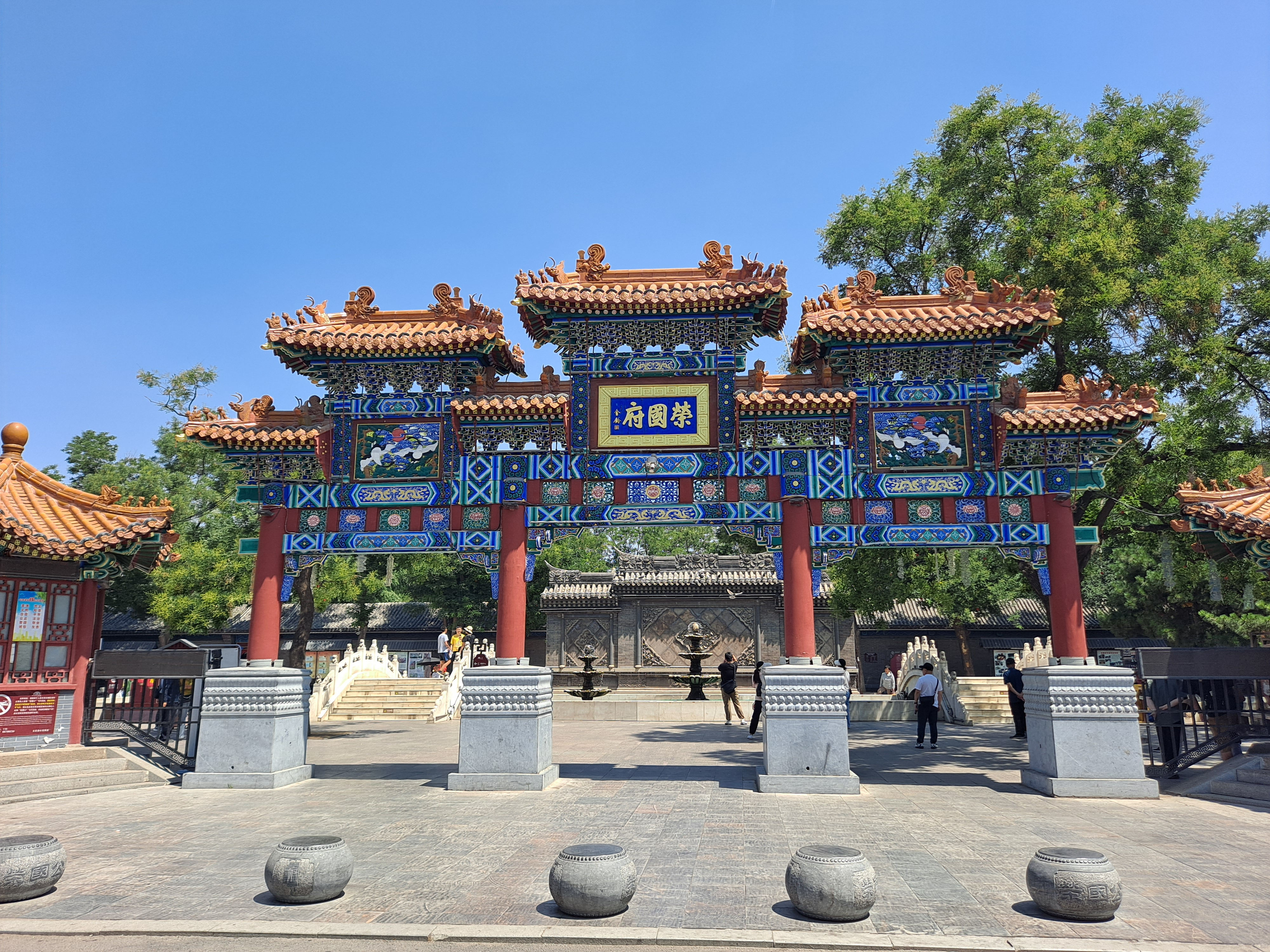
正定荣国府牌坊

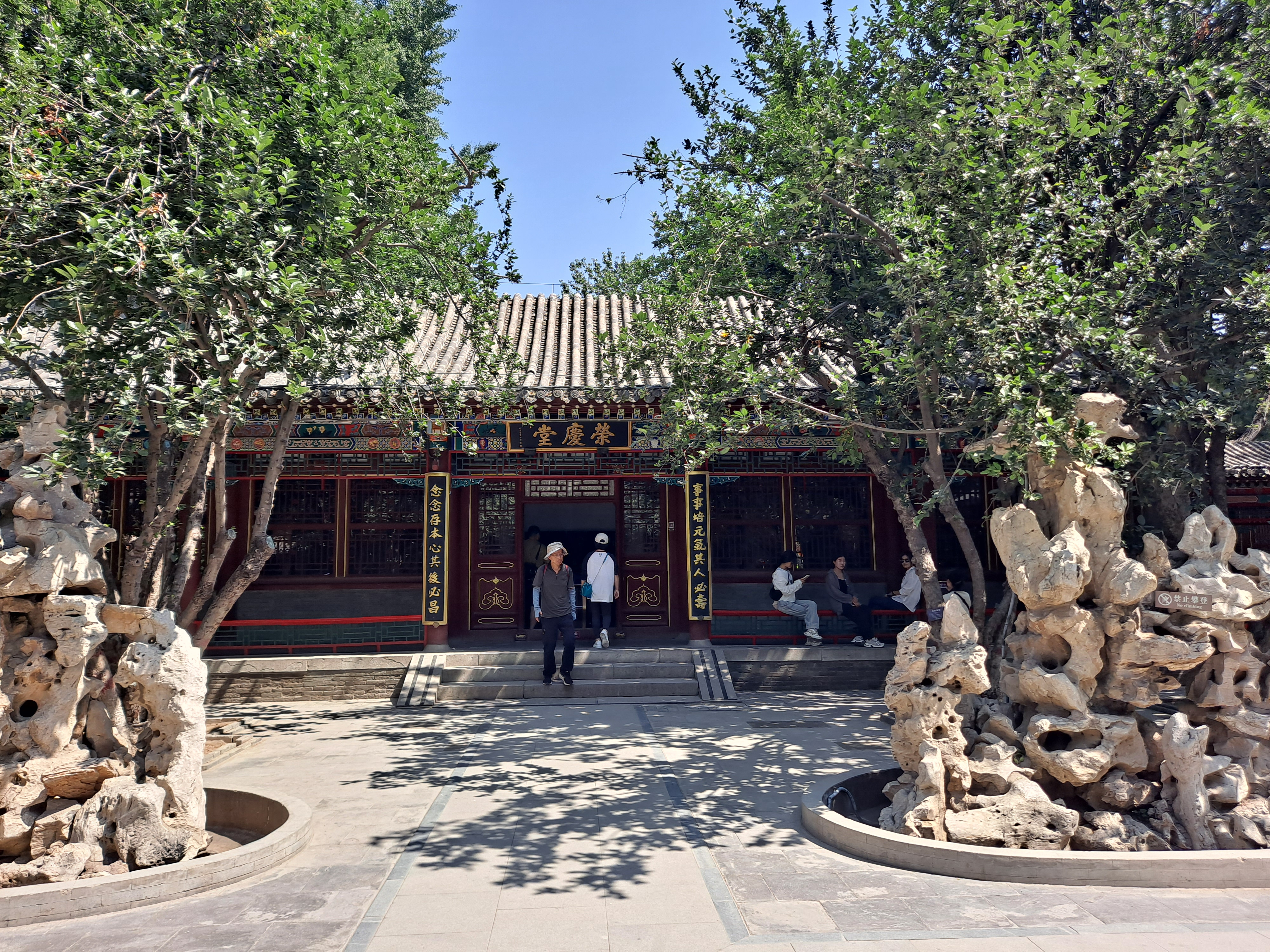
荣国府荣庆堂

荣国府位于河北省石家庄市正定县兴荣路，为仿古建筑。始建于1984年8月，1986年7月20日落成。是为了拍摄1987年中国电视剧制作中心电视剧《红楼梦》而兴建的，根据《红楼梦》书中描绘的“金门玉户神仙府，桂殿兰宫妃子家”和清代木结构建筑通行规范建造。

## 院府规格
荣国府占地面积22000平方米，共有房间212间，游廊102间，分中、东、西三路，各路均为五进四合院。中路为贾政的公务院，采用了庄重的宫廷式彩绘；西路为贾母院，后为王熙凤院；东路前面是贾赦的公务院，后为贾政书房。东西两路是内宅院，所以采用了明快活泼的苏州园林彩绘。
荣国府外建有宁荣街，总长200米，为清代小式建筑风格，占地15000平方米，建筑面积1700平方米，拥有高低错落房间120间，是按照《红楼梦》中描绘的51家不同特色的店铺组成的，它是参照乾隆南巡设计的。府、街之间由一座高3米的古牌楼隔开。

## 建筑由来
正定荣国府和宁荣街是为中国中央电视台、中国电视剧制作中心拍摄《红楼梦》外景而兴建的，原为搭建摄影棚；后经时任县委书记习近平做工作，改为永久性建筑。荣国府落成后，《红楼梦》在此拍摄了近两个月，两千多个镜头，其中的重场院戏“元妃省亲”、“秦可卿出殡”都是在这里完成的，电视剧拍摄完毕，作为旅游景点向游人开放。同时作为影视拍摄基地，《雪山飞狐》、《古城黎明》、《东方商人》、《牛子厚与富连成》等一百余部电视剧在这里取景拍摄。2012年被国家旅游局评为AAAA级旅游景区。

## 府内曹雪芹纪念馆

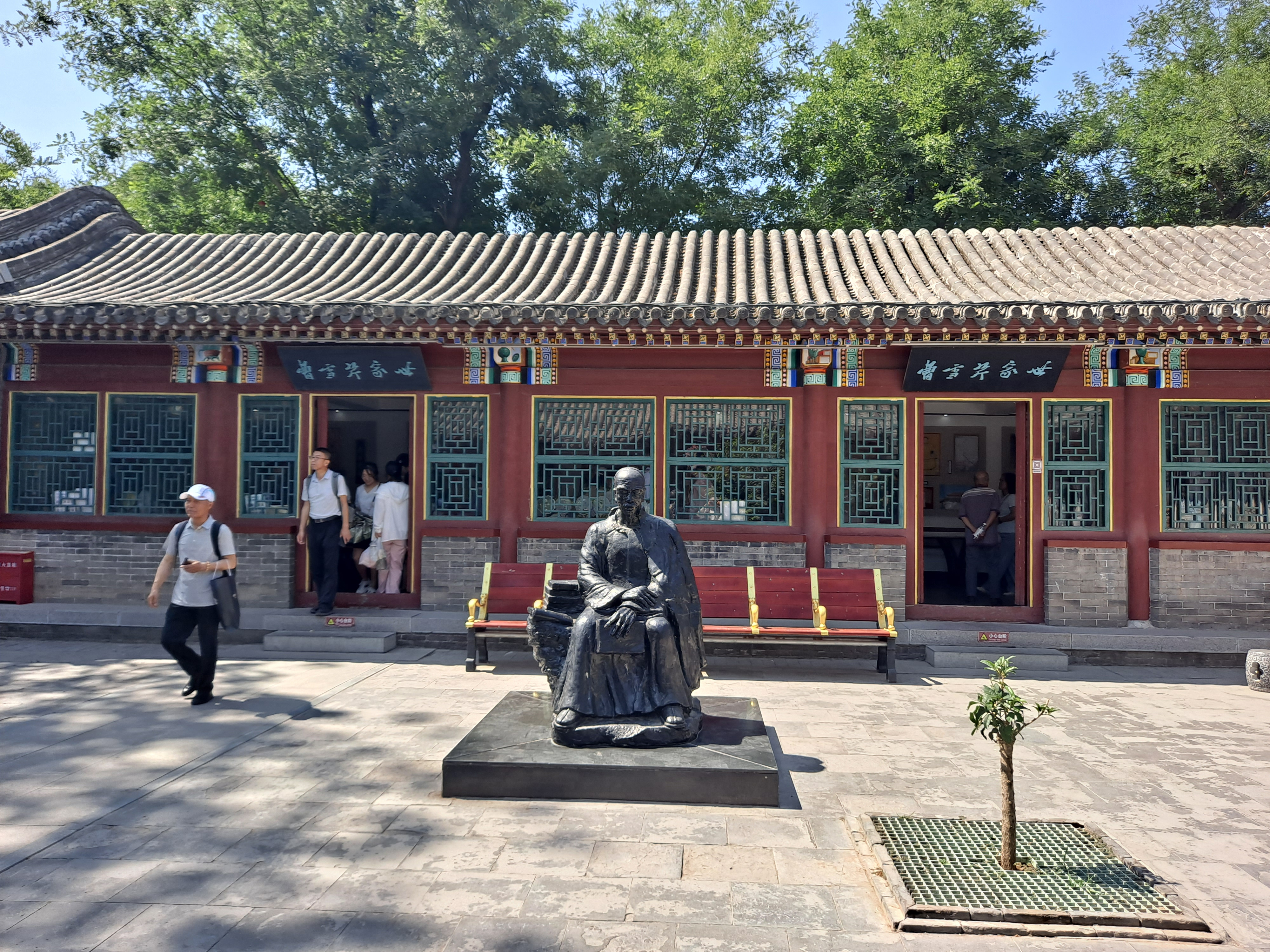
曹雪芹纪念馆

曹雪芹纪念馆位于府内东南隅，占地960平方米，有房23间。运用实物、图片、美术作品等各种陈列手段，描绘了曹氏家族由盛到衰的历史过程，探索了《红楼梦》这部宏篇鉅著的生活渊源。充分地展示了《红楼梦》在中国乃至世界的深远影响。